# Мітрофань (комуна)
Мітрофань, Мітрофані (рум. Mitrofani) — комуна у повіті Вилча в Румунії. До складу комуни входять такі села (дані про населення за 2002 рік):
- Ізворашу (125 осіб)
- Мітрофань (807 осіб)
- Раку (193 особи)
- Четецяуа (71 особа)

Комуна розташована на відстані 153 км на захід від Бухареста, 43 км на південь від Римніку-Вилчі, 55 км на північний схід від Крайови.

## Населення
У 2009 році у комуні проживали 1264 особи.